# Damkina
Damgalnuna, diosa madre en la antigua Mesopotamia. Primero para los sumerios figura como consorte de Enlil, y luego para los acadios, deviene en Damkina, consorte de Ea y madre de Marduk. De vez en cuando figura también como Ninhursag.